# United Cup
United Cup (англ. United Cup) — командный теннисный турнир под эгидой ATP и WTA. Был основан в 2022 году и первый розыгрыш состоялся в январе 2023. По времени и месту проведения данный турнир является подготовительным к Открытому чемпионату Австралии. В борьбе за трофей принимают участие команды, представляющие 18 стран мира.

## Победители
| Год  | Финалисты | Финалисты | Финалисты | Полуфиналисты   | Полуфиналисты                 |
| Год  | Чемпион   | Счёт      | Финалист  | Против чемпиона | Против проигравшего финалиста |
| ---- | --------- | --------- | --------- | --------------- | ----------------------------- |
| 2025 | США       | 2:0       | Польша    | Чехия           | Казахстан                     |
| 2024 | Германия  | 2:1       | Польша    | Австралия       | Франция                       |
| 2023 | США       | 4:0       | Италия    | Польша          | Греция                        |